# ニューヨーク市のコミュニティ・ボード
ニューヨーク市のコミュニティ・ボード (community boards of New York City) は、ニューヨーク市の五つの行政区内のそれぞれのコミュニティ地区を代表する任命されたメンバーによる諮問委員会 (advisory board) である。各ボード（委員会）は50名のボランティア・メンバーで構成されており、それぞれのメンバーは各区の区長 (en) により任命される。メンバーの半数はコミュニティ地区 (community district) の市議会議員により指名される。現在は59のコミュニティ地区があり、行政区ごとの内訳はマンハッタン区が12、ブロンクス区が12、ブルックリン区が18、クイーンズ区が14、そしてスタテンアイランド区が3である。
コミュニティ・ボード（地域委員会または委員）は顧問として機能し、法の制定や執行の職権は持たない。コミュニティ・ボードは、土地利用や区画整備、市の予算編成の一環としての地域の要望の同定、そして市政府部局による地域サービス提供の改善など幅広い事案を扱う。より広くは、すべてのコミュニティ・ボードは各地域およびその住人の福祉に関わるあらゆる事案扱うことになっている。

## 職務

### 土地利用および区画計画
市の土地や施設、特別用途許可、用途の変更または規制適用除外、そして公共の道路や歩道の利用などを含むほとんどの土地利用や開発の提案に関して、市はコミュニティ・ボードに助言を求めなければいけないことになっている。そのような提案へのボードによる推薦（勧告）は事業を管轄する市の部局（通常は都市計画委員 (City Planning Commission) または基準・要請審査委員 (Board of Standards and Appeals) ）によって考慮され、最終決定の参考にされねばならない。“当然の権利” (as-of-right) であるプロジェクト（例えば市が決定権を持たない事案）はコミュニティ・ボードのレビュー（査定）の対象ではない。市憲章 (The City Charter) は、コミュニティ・ボードがその地域の成長や福利のために独自の計画を始動することを許可している。

### 市予算
コミュニティ・ボードはその地域の要求を査定し、市の部局と会合し、その要望のために市の予算が付くように推薦を行う。

### 他の地域事案
交通問題から住宅の悪化まで、地域の一部または全体に影響するどんな問題もコミュニティ・ボードが関心を持つ事案である。

### 制限
コミュニティ・ボードおよびその職員は、その地域および住民の擁護者 (advocate) および事業調整者 (service coordinator) として働き、通常は彼らが取り組む問題はうまく解決される。しかし、彼らは市のどんな部局や当局にもその任務の実行を命令する権限を持たない。

### 委員メンバー
委員メンバー（ボード・メンバー）は各地域で活動的に地域事業に参加している人たちから、各近隣住区が同等となるように調整されて、選ばれる。委員メンバーは、その地域に住んでいるか、働いているか、他の重要な関心を抱いているかでなければならない。各委員の指名は通常は毎年春に行われる。